# Sky Castle
Sky Castle (hangul: SKY 캐슬; rr: SKY Kaeseul; estilizada como SKY Castle) é uma série de televisão sul-coreana exibida pela JTBC de 23 de novembro de 2018 a 1 de fevereiro de 2019, estrelada por Yum Jung-ah, Lee Tae-ran, Yoon Se-ah, Oh Na-ra e Kim Seo-hyung. Trata-se do exame vestibular, educação particular e área médica na Coreia do Sul.
Sky Castle é o segundo drama de maior audiência na história da televisão por assinatura sul-coreana.

## Enredo
Um drama satírico que analisa de perto os desejos materialistas dos pais da classe alta na Coreia e como eles impiedosamente garantem o sucesso de suas famílias à custa de destruir a vida de outras pessoas. O drama gira em torno da vida das donas de casa que vivem em uma luxuosa área residencial chamada SKY Castle, no subúrbio de Seul, onde vivem médicos e professores ricos. As esposas estão determinadas a tornar seus maridos mais bem-sucedidos, a criar seus filhos como príncipes e princesas e a serem as melhores alunas. Eles querem que seus filhos frequentem as melhores universidades, para que usem de todas as formas possíveis para conseguir isso. Eles gastam bilhões de won para contratar coordenadores para o vestibular.

## Elenco

### Elenco principal
- Yum Jung-ah como Han Seo-jin

Uma mãe excessivamente zelosa que não quer nada além de sua filha na Universidade Nacional de Medicina de Seul. Ela esconde seu passado de todos, exceto do marido e sogros, de que ela era uma garota pobre com um pai alcoólatra.
- Lee Tae-ran como Lee Soo-im

Um novo membro do bairro que desaprova os métodos dos outros pais para seus filhos, acreditando que é muito duro. As outras mães começam a não gostar dela. Ela se lembra do passado de Seo-jin e seu nome real, como a conhecia quando eram mais jovens.
- Yoon Se-ah como No Seung-hye

Uma mulher que se torna amiga de Seo-im e começa a menosprezar como as outras mães tratam todos e seus filhos. Ela muda de atitude e torna-se protetora de seus filhos contra os métodos de ensino do pai severo.
- Oh Na-ra como Jin Jin-hee

Uma amiga de Seo-jin que tenta fazer seu filho fazer tudo com a filha de Seo-jin para que ele possa ser bem sucedido. Ela suborna Seo-jin com presentes para confiar nela com informações.
- Kim Seo-hyung como Kim Joo-young

Seo-jin a contrata como tutor da filha. Ela esconde uma vida passada e secreta da qual tenta escapar.

### Elenco de apoio

#### Família Kang
- Jung Joon-ho como Kang Joon-sang

Marido de Seo-jin. Médico do Hospital Universitário Joo-nam.
- Kim Hye-yoon como Kang Ye-seo.

Filha mais velha de Seo-jin. Seu sonho é ingressar na faculdade de medicina da Universidade Nacional de Seul.
- Lee Ji-won como Kang Ye-bin

Filha mais nova de Seo-jin. Cínico e freqüentemente entra em conflito com a irmã.
- Jung Ae-ri como Madame Yoon

Sogra de Seo-jin.

#### Família Hwang
- Choi Won-young como Hwang Chi-young

Marido de Soo-im. Médico do Hospital Universitário de Joo-nam. Inimigo de Joon-sang.
- Kang Chan-hee como Hwang Woo-joo

Enteado de Soo-im. Ele gosta de Hye-na, e é apreciado por Ye-seo.

#### Família Cha
- Kim Byung-chul como Cha Min-hyuk

Marido de Seung-hye. Um professor da faculdade de direito e ex-promotor.
- Park Yoo-na como Cha Se-ri

Filha de Seung-hye.
- Kim Dong-hee como Cha Seo-joon

O filho mais velho de Seung-hye. Colega de classe de Woo-joo.
- Jo Byung-gyu como Cha Ki-joon

O filho mais novo de Seung-hye. Ele gosta de pregar peças em Ye-seo.

#### Família Woo
- Jo Jae-yun como Woo Yang-woo

Marido de Jin-hee. Um cirurgião de ortopedia.
- Lee Yoo-jin como Woo Soo-han

O filho de Jin-hee. Ele não está interessado em estudar, mas ainda tenta o seu melhor sob enorme pressão acadêmica.

#### Pessoas ao redor de Joo-young
- Lee Hyun-jin como professor Jo

Secretário de Joo-young.
- Jo Mi-nyeo como Kay / Katherine

Filha de Kim Joo-young.

#### Outros
- Kim Bo-ra como Kim Hye-na

Estudante da escola secundária Sin-ah. Ela é tratada como inimiga por Ye-seo. Ela tenta ficar sob a pele de Ye-seo, sabendo que Hwang Woo-joo gosta dela e não de Ye-Seo. Ela e Woo-joo têm um relacionamento romântico mútuo.
- Woo Ji-hyun como Jeon Jin-man

Residente em neurocirurgia
- Song Min-hyung como Choi In-ho

Superintendente médico do Hospital Universitário de Joo-nam.
- Lee Yeon-soo como Kim Eun-hye

Mãe de Hye-na.

#### Família de Lee Myung-joo
- Kim Jung-nan como Lee Myung-joo

Ex-moradora de Sky Castle, cometeu suicídio depois que seu filho foge para suas namoradas secretas.
- Song Geon-hee como Park Young-jae

Filho de Myung-joo.
- Yu Seong-ju como Park Soo-chang

O marido de Myung-joo e o pai de Young-jae.
- Lee Joo-yeon como Lee Ga-eul

A namorada de Young-jae. Ela é 6 anos mais velha que ele e contratada como empregada doméstica por Myung-jo, proveniente de uma família de classe baixa. Myung-jo desaprovou seu status e seu relacionamento com Young-jae.

#### Camafeu
- Kim Chanmi como ela mesma (ep. 3-4)

## Produção
- A primeira leitura do roteiro dos elencos ocorreu em agosto de 2018 do edifício de JTBC em Sangam-dong, Seul, Coreia do Sul.
- A maioria das filmagens ocorreu em Yongin, província de Gyeonggi.
- Quando a série ainda estava em desenvolvimento, seu título de trabalho era Princess Maker (hangul: 메이커 메이커; rr: peulinseseu meikeo).
- Foi oferecido a Kim Jung-eun um dos papéis principais, mas ela recusou a oferta.
- A série foi estendida de 16 a 20 episódios antes mesmo de começar a transmitir.

## Trilha sonora

### Parte 1
| Lançado em 23 de novembro de 2018 |                                   |                |         |  |
| N.º                               | Título                            | Artista        | Duração |  |
| 1.                                | "Princess Maker" (프린세스메이커) | Cheon Dan-bi   | 3:31    |  |
| 2.                                | "Princess Maker" (Inst.)          |                | 3:31    |  |
| Duração total:                    | Duração total:                    | Duração total: | 7:02    |  |

### Parte 2
| Lançado em 30 de novembro de 2018 |                                                     |                |         |  |
| N.º                               | Título                                              | Artista        | Duração |  |
| 1.                                | "Time is Always On My Side" (시간은 언제나 나의 편) | Romantic Punch | 3:30    |  |
| 2.                                | "Time is Always On My Side" (Inst.)                 |                | 3:30    |  |
| Duração total:                    | Duração total:                                      | Duração total: | 7:00    |  |

### Parte 3
| Lançado em 7 de dezembro de 2018 |                                  |                |         |  |
| N.º                              | Título                           | Artista        | Duração |  |
| 1.                               | "It Has To Be You" (너여야만 해) | ABOUT          | 3:36    |  |
| 2.                               | "It Has To Be You" (Inst.)       |                | 3:36    |  |
| Duração total:                   | Duração total:                   | Duração total: | 7:12    |  |

### Parte 4
| Lançado em 12 de dezembro de 2018 |                      |                |         |  |
| N.º                               | Título               | Artista        | Duração |  |
| 1.                                | "We All Lie"         | Ha Jin         | 3:15    |  |
| 2.                                | "We All Lie" (Inst.) |                | 3:15    |  |
| Duração total:                    | Duração total:       | Duração total: | 6:30    |  |

### Parte 5
| Lançado em 21 de dezembro de 2018 |                 |                |         |  |
| N.º                               | Título          | Artista        | Duração |  |
| 1.                                | "Comma" (쉼표)  | WAX            | 4:21    |  |
| 2.                                | "Comma" (Inst.) |                | 4:21    |  |
| Duração total:                    | Duração total:  | Duração total: | 8:42    |  |

### Parte 6
| Lançado em 28 de dezembro de 2018 |                |                |         |  |
| N.º                               | Título         | Artista        | Duração |  |
| 1.                                | "I Do"         | MIII           | 3:10    |  |
| 2.                                | "I Do" (Inst.) |                | 3:10    |  |
| Duração total:                    | Duração total: | Duração total: | 6:20    |  |

### Parte 7
| Lançado em 28 de dezembro de 2018 |                                                        |                |         |  |
| N.º                               | Título                                                 | Artista        | Duração |  |
| 1.                                | "It's Good As Long As Only I Live" (나만 잘 살면 되지) | Yook Joong-wan | 3:06    |  |
| 2.                                | "It's Good As Long As Only I Live" (Inst.)             |                | 3:06    |  |
| Duração total:                    | Duração total:                                         | Duração total: | 6:12    |  |

| Disco 2: |                                |                            |         |  |
| N.º      | Título                         | Artista                    | Duração |  |
| 1.       | "Agalmoery"                    | Kim Tae Sung, Choi Jung In | 4:32    |  |
| 2.       | "Bolero"                       | Kim Tae Sung, Choi Jung In | 1:58    |  |
| 3.       | "Butterfly"                    | Kim Tae Sung, Choi Jung In | 1:59    |  |
| 4.       | "Endless Night"                | Kim Tae Sung, Choi Jung In | 2:35    |  |
| 5.       | "Kim Jo Young"                 | Kim Tae Sung, Choi Jung In | 4:27    |  |
| 6.       | "Tell you the truth"           | Kim Tae Sung, Choi Jung In | 4:43    |  |
| 7.       | "The top of one's desire"      | Kim Tae Sung, Choi Jung In | 4:28    |  |
| 8.       | "What I Want"                  | Kim Tae Sung, Choi Jung In | 3:25    |  |
| 9.       | "We all live (Orchestra ver.)" | Kim Tae Sung, Choi Jung In | 4:04    |  |
| 10.      | "We all live (slow ver.)"      | Ha Jin                     | 2:12    |  |
| 11.      | "Whisper of evil"              | Kim Tae Sung, Choi Jung In | 3:30    |  |

## Recepção
Sky Castle é atualmente o drama coreano mais bem classificado na televisão por assinatura. Foi um sucesso comercial inesperado, passando de 1% para a porcentagem de dois dígitos; além de liderar as classificações do Índice de Potência de Conteúdo e a popularidade da televisão na Coreia. Além de sua popularidade na Coreia do Sul, a série também ganhou imensa popularidade na China.

## Classificações
Na tabela abaixo, os números azuis representam as mais baixas classificações e os números vermelhos representam as classificações mais elevadas.
| 1        | 23 de novembro de 2018 | 1.727%  | 2.9%    |
| 2        | 24 de novembro de 2018 | 4.373%  | 4.584%  |
| 3        | 30 de novembro de 2018 | 5.186%  | 6.035%  |
| 4        | 1 de dezembro de 2018  | 7.496%  | 8.144%  |
| 5        | 7 de dezembro de 2018  | 7.487%  | 8.623%  |
| 6        | 8 de dezembro de 2018  | 8.934%  | 9.754%  |
| 7        | 14 de dezembro de 2018 | 8.432%  | 9.667%  |
| 8        | 15 de dezembro de 2018 | 9.539%  | 10.471% |
| 9        | 21 de dezembro de 2018 | 9.714%  | 10.522% |
| 10       | 22 de dezembro de 2018 | 11.298% | 13.312% |
| 11       | 28 de dezembro de 2018 | 9.585%  | 10.296% |
| 12       | 29 de dezembro de 2018 | 12.305% | 13.646% |
| 13       | 4 de janeiro de 2019   | 13.279% | 14.389% |
| 14       | 5 de janeiro de 2019   | 15.780% | 17.254% |
| 15       | 11 de janeiro de 2019  | 16.397% | 18.443% |
| 16       | 12 de janeiro de 2019  | 19.243% | 21.010% |
| 17       | 18 de janeiro de 2019  | 19.923% | 21.927% |
| 18       | 19 de janeiro de 2019  | 22.316% | 24.501% |
| 19       | 26 de janeiro de 2019  | 23.216% | 24.622% |
| 20       | 1 de fevereiro de 2019 | 23.779% | 24.357% |
| Média    | Média                  | 12.500% | 12.627% |
| Especial | 2 de fevereiro de 2019 | 7.319%  | 7.327%  |

- Este drama foi transmitido por um canal de televisão por assinatura, que normalmente tem um público relativamente menor em comparação com as emissoras de televisão abertas (KBS, SBS, MBC e EBS).
- Nenhum episódio exibido em 25 de janeiro devido à transmissão de uma partida contra a Coreia do Sul para o Qatar nas quartas de final da Copa da Ásia de 2019.

## Na cultura popular
A palavra SKY é um acrônimo usado para se referir às três universidades de maior prestígio na Coreia do Sul: Universidade Nacional de Seul (Seoul National University), Universidade da Coreia (Korea University) e Universidade de Yonsei (Yonsei University). O termo é amplamente usado na Coréia do Sul, tanto na transmissão de mídia quanto pelas próprias universidades.
Na Coreia do Sul, a admissão em uma das universidades SKY é amplamente considerada como determinante da carreira e do status social. Muitos dos políticos, advogados, médicos, engenheiros, jornalistas, professores e formuladores de políticas (burocratas) mais influentes da Coréia do Sul se formaram em uma das universidades SKY.

## Prêmios e indicações
| Prêmio                       | Categoria                               | Trabalho nomeado      | Resultado | Ref.   |
| ---------------------------- | --------------------------------------- | --------------------- | --------- | ------ |
| 55th Baeksang Arts Awards    | Melhor drama                            | Sky Castle            | Indicado  | [ 18 ] |
| 55th Baeksang Arts Awards    | Melhor diretor                          | Jo Hyun-tak           | Venceu    | [ 18 ] |
| 55th Baeksang Arts Awards    | Melhor atriz                            | Kim Seo-hyung         | Indicado  | [ 18 ] |
| 55th Baeksang Arts Awards    | Melhor atriz                            | Yum Jung-ah           | Venceu    | [ 18 ] |
| 55th Baeksang Arts Awards    | Melhor ator coadjuvante                 | Kim Byung-chul        | Venceu    | [ 18 ] |
| 55th Baeksang Arts Awards    | Melhor atriz coadjuvante                | Yoon Se-ah            | Indicado  | [ 18 ] |
| 55th Baeksang Arts Awards    | Melhor nova atriz                       | Kim Hye-yoon          | Venceu    | [ 18 ] |
| 55th Baeksang Arts Awards    | Melhor roteiro                          | Yoo Hyun-mi           | Indicado  | [ 18 ] |
| 55th Baeksang Arts Awards    | Prêmio Técnico (Filmagem)               | Oh Jae-ho             | Indicado  | [ 18 ] |
| 12th Korea Drama Awards      | Grande Prêmio (Daesang)                 | Yum Jung-ah           | Indicado  | [ 19 ] |
| 12th Korea Drama Awards      | Melhor drama                            | Sky Castle            | Venceu    | [ 19 ] |
| 12th Korea Drama Awards      | Melhor roteiro                          | Yoo Hyun-mi           | Indicado  | [ 19 ] |
| 12th Korea Drama Awards      | Melhor trilha sonora                    | "We All Lie" (Ha Jin) | Venceu    | [ 19 ] |
| 12th Korea Drama Awards      | Prêmio Hot Star China                   | Kim Seo-hyung         | Venceu    | [ 19 ] |
| 12th Korea Drama Awards      | Prêmio de Personagem Popular (Feminino) | Kim Bo-ra             | Venceu    | [ 19 ] |
| 21st Mnet Asian Music Awards | Melhor trilha sonora                    | "We All Lie" (Ha Jin) | Indicado  | [ 20 ] |
| 24th Asian Television Awards | Melhor série dramática                  | Sky Castle            | Pendente  |        |
| 24th Asian Television Awards | Melhor atriz coadjuvante                | Kim Seo-hyung         | Pendente  |        |

## Transmissão internacional
- Malásia - iflix, 2019
- Indonésia - iflix,[21]Trans TV, 15 de abril a 10 de maio de 2019, de segunda a sexta-feira, às 19h30.
- Tailândia - iflix, Channel 7
- Filipinas - iflix, GMA Network, 2019
- Sri Lanka - iflix, 2019
- Índia - Zee TV/&TV (em hindi), Zee Tamil/Sun TV (em tamil), Zee Keralam /Surya TV (em malaiala), Zee Telugu (em telugu), Zee Bangla/Sun Bangla (em bengali)
- Vietname - Em breve